# Сејџов пацов камењарац
Сејџов пацов камењарац (лат. Aconaemys sagei, енгл. Sage's rock rat) је врста глодарa из породице дегуа (лат. Octodontidae). 

## Распрострањење
Присутан је у следећим државама: Аргентина и Чиле.

## Станиште
Станиште врсте су шуме. 

## Угроженост
Подаци о распрострањености ове врсте су недовољни.